# Eugen Wretholm
Adolf Eugen Wretholm, född 11 juni 1911 i Sankt Matteus församling, Stockholm, död 16 januari 1982 i S:t Görans församling, Stockholm, var en svensk författare, konstkritiker och översättare.
Wretholm var konstkritiker för Konstrevy mellan 1958 och 1966 samt för Vecko-Journalen från 1966. Han gav ut diktsamlingar och konstnärsmonografier
. Han var medlem av Sveriges allmänna konstförening.
Eugen Wretholm var son till kriminalkommissarien Tor Adolf Wretholm och Alma Eugenia Stenqvist. Han var 1944–1951 gift med Inga Birgitta Hägerblad (1919–1957). Han var vid frånfället gift sedan 1978 med konstnären Dagmar Norell (1917–1996).
Wretholm är gravsatt i minneslunden på Råcksta begravningsplats.